# Bob Loughman
Bob Loughman Weibur (Tanna, 8 marzo 1961) è un politico vanuatuano, è stato primo ministro di Vanuatu, dal 20 aprile del 2020 al 4 novembre 2022.

## Carriera

### Elezione in parlamento e prime esperienze di governo
Loughman è stato eletto per la prima volta al parlamento di Vanuatu alle elezioni del 2003, nelle file del Vanua'aku Pati. Venne rieletto alle successive elezioni del 2008, del 2012, del 2016 e del 2020.
Nel marzo 2013 è stato nominato ministro dell'educazione nel governo guidato da Moana Carcasses Kalosil, venendo confermato anche nel successivo governo di Joe Natuman, ricoprendo il ruolo che fino alla caduta di quest'ultimo, l'11 giugno 2015.
Nel maggio del 2018, a seguito delle dimissioni del vice primo ministro Joe Natuman, Loughman è stato scelto dal premier Charlot Salwai per ricoprire il ruolo. Poco più di un anno dopo, Salwai sollevò Loughman dall'incarico, nominando nuovamente Natuman come proprio vice.

### Primo ministro
A seguito delle elezioni del 2020, Loughman venne eletto Primo ministro. Nel settembre 2020, all'assemblea generale delle Nazioni Unite, attaccò il governo indonesiano, accusandolo di violare i diritti umani nella provincia della Papua Occidentale. L'Indonesia respinse le accuse, criticando a sua volta il governo vanuatuano per l'ingerenza nei propri affari interni.
Nel giugno del 2021, l'opposizione presentò una mozione di sfiducia nei confronti del governo Loughman, giustificandola con una presunta cattiva gestione sia della pandemia di COVID-19 che delle conseguenze del ciclone Harold. Ne conseguì un boicottaggio da parte dei parlamentari membri del governo, che per tre giorni non si presentarono alla camera; lo speaker del parlamento, Gracia Shadrack, dichiarò decaduti tanto Loughman che gli altri sedici parlamentari protagonisti del boicottaggio. In primo grado la corte suprema di Vanuatu confermò la decadenza dei parlamentari coinvolti (divenuti frattanto diciannove), ma in appello la decisione venne ribaltata.
Una seconda mozione di sfiducia venne presentata nell'agosto del 2022; per evitare il voto, Loughman chiese ed ottenne dal presidente di Vanuatu Nikenike Vurobaravu lo scioglimento del parlamento.
Loughmann venne rieletto in parlamento anche nel 2022; fu lui ad annunciare che il Vanua'aku Pati avrebbe appoggiato l'elezione di Ishmael Kalsakau come nuovo primo ministro, pur non entrando a far parte della maggioranza.